# Financiële activa
Financiële activa (Engels: financial asset) zijn een niet-tastbaar deel van de activa van een onderneming. De financiële waarde ervan is gebaseerd op bijvoorbeeld de waarde van contracten of eigenaarschap van ondernemingen via aandelen, zoals deelnemingen in het kapitaal van verbonden ondernemingen en lange-termijn voorschotten, in de vorm van liquide middelen of in de vorm van uitstel van betaling, aan zulke verbonden ondernemingen. Het wordt onderscheiden van niet-financiële activa met een afgeleide waarde, zoals de waarde van tastbare activa of niet-tastbare activa die niet zijn gebaseerd op financiële zekerheden, zoals patenten en intellectueel eigendom.
Wat de financiële activa onderscheidt van de geldbeleggingen is dat bij financiële activa de onderneming meestal inspraak heeft in het bestuur van de andere onderneming. Toch worden ook andere aandelen, die de onderneming om strategische redenen langdurig aanhoudt, onder de financiële vaste activa geboekt. 

## Belgische boekhoudwetgeving
Bij financiële vaste activa wordt onderscheid gemaakt tussen 3 grote groepen.
1. Dochtervennootschappen
2. Deelnemingsverhoudingen
3. Andere financiële vaste activa

### Dochtervennootschappen
Dochtervennootschappen zijn vennootschappen waarin de moeder minstens 50% van het stemrecht bezit.

### Deelnemingsverhoudingen
Er wordt een onderscheid gemaakt tussen deelnemingsverhoudingen en geassocieerde vennootschappen. Beiden zijn een andere benaming voor hetzelfde fenomeen, maar worden gebruikt vanuit een ander oogpunt. Deelnemingsverhoudingen vanuit het oogpunt van de onderneming als zelfstandige juridische entiteit (in de statutaire jaarrekening), de geassocieerde vennootschap vanuit het standpunt van de groep van ondernemingen als economische entiteit (in de geconsolideerde jaarrekening).
DeelnemingenVolgens het Belgisch boekhoudrecht spreken we over een deelneming vanaf het moment dat er een duurzame en specifieke band bestaat tussen 2 ondernemingen waarbij invloed kan worden uitgeoefend op het beleid. Tweede voorwaarde is dat minstens 10% van het stemrecht bij een andere onderneming in het bezit is of, in geval van minder dan 10%, een aandeelhoudersovereenkomst hier anders over oordeelt.
Opmerking: Ook een deelneming van dochter B van moeder A in C, is een deelneming van A in C. En ook bij dochters van een gemeenschappelijke moeder spreekt men van deelnemingsverhoudingen.
Geassocieerde vennootschappenHet gaat om hetzelfde als bij de deelnemingen, enkel hier vanuit het standpunt van de geconsolideerde jaarrekening van de groep als economische entiteit. Het wetboek van vennootschappen geeft 3 voorwaarden.
1. Het mag niet om een dochter of een dochter van een gemeenschappelijke moeder gaan,
2. er moet sprake zijn van invloed van betekenis op het beleid,
3. er moet op z'n minst 20% van het stemrecht in handen zijn.

### Andere financiële vaste activa
Alle vaste financiële activa die minder dan 10% stemrecht in een andere onderneming vertegenwoordigen, mits zij niet bestemd zijn als tijdelijke belegging. Want dan moeten zij gecategoriseerd worden bij de vlottende activa.
Uitstaande leningen voor de lange termijn, zoals door banken verstrekte hypothecaire geldleningen.